# Satiri (département)
Cet article concerne le département et la commune rurale. Pour le village chef-lieu, voir Satiri (Burkina Faso).
Satiri est un département et une commune rurale de la province du Houet, situé dans la région des Hauts-Bassins au Burkina Faso.

## Géographie

### Démographie
- En 2006, le dernier recensement comptabilisait 35 949 habitants[1].

## Administration

### Villages
Le département et la commune rurale de Satiri est administrativement composé de seize villages, dont le village chef-lieu homonyme (données de population consolidées en 2012, issues du recensement général de 2006) :
- Balla (3 078 habitants)
- Bossora (4 694 habitants)
- Dorossiamasso (4 410 habitants)
- Fina (1 556 habitants)
- Kadomba (2 298 habitants)
- Koroma (1 939 habitants)
- Mogobasso (806 habitants)
- Molokadoum (1 889 habitants)
- Néfrélaye (1 285 habitants)
- Ramatoulaye (726 habitants)
- Sala (2 792 habitants)
- Satiri (2 938 habitants), chef-lieu
- Sissa (1 842 habitants)
- Sokourani (798 habitants)
- Tiarako (ou Tiérako, Somma) (1 490 habitants)
- Wérou (3 408 habitants)